# Список глав государств в 1421 году
Список глав государств в 1420 году — 1421 год — Список глав государств в 1422 году — Список глав государств по годам

## Азия
- Ак-Коюнлу — Кара Осман, бей (1403 — 1435)
- Анатолийские бейлики —
  - Гермиян — Якуб II, бей (1388 — 1390, 1402 — 1411, 1414 — 1429)
  - Зулькадар — Мухаммад Насир ад-дин, бей (1399 — 1442)
  - Исфендиярогуллары — Исфендияр, бей (1385 — 1440)
  - Караманиды — 
    - Бенги Али, бейлербей (1420 — 1421, 1423 — 1424)
    - Мехмет II, бейлербей (1398 — 1399, 1402 — 1420, 1421 — 1423)

  - Ментеше — Илайас Музаффар ад-дин, бей (1402 — 1424)
  - Рамазаногуллары (Рамаданиды) — Иззеддин Хамза, бей (1418 — 1426)
- Грузинское царство — Александр I Великий, царь (1412 — 1442)
  - Самцхе-Саатабаго — Иване II, атабег (1395 — 1444)
- Бруней — Ахмад, султан (1408 — 1425)
- Индия —
  - Амбер (Джайпур) — Банбир Сингх, раджа[кат.] (1413 — 1424)
  - Ахом — Суджангпхаа, махараджа[англ.] (1407 — 1422)
  - Бахманийский султанат — Фируз-шах, султан (1397 — 1422)
  - Бенгальский султанат — Джалалуддин Мухаммад Шах, султан (1415 — 1416, 1418 — 1433)
  - Бунди — Биру, раджа (1415 — 1470)
  - Бхавнагар — Саранжи Каноджи, раджа (1420 — 1445)
  - Венад[англ.] — Удайя Мартанда Варма, махараджа[англ.] (1383 — 1444)
  - Виджаянагарская империя — Дева I, махараджадхираджа (1406 — 1422)
  - Восточные Ганги[англ.] — Нарасимха Дева IV, царь[англ.] (1379 — 1424)
  - Гуджаратский султанат — Ахмад-шах I, султан (1411 — 1442)
  - Делийский султанат — 
    - Сайид Хизр-хан, султан (1414 — 1421)
    - Муизз ад-дин Мубарак-шах II, султан (1421 — 1434)

  - Дунгарпур — Пратап Сингх, раджа (1403 — 1423)
  - Камата — Мриганка, махараджа (1415 — 1440)
  - Качари — Махаманипха, царь (ок. 1411 — ок. 1436)
  - Кашмир — Зайн аль-Абидин, султан (1420 — 1470)
  - Майсур — Ядурайя, махараджа (1399 — 1423)
  - Малавский султанат — Хушанг-шах, султан (1406 — 1435)
  - Манипур — Пуншиба, раджа[англ.] (1399 — 1432)
  - Марвар (Джодхпур) — Чанда, раджа (1383 — 1424)
  - Мевар — 
    - Лакха Сингх, махарана (1382 — 1421)
    - Мокаль Сингх, махарана (1421 — 1433)

  - Редди[англ.] — Рача Вема, раджа[кат.] (1420 — 1434)
  - Синд — Туглук, джем (султан)[англ.] (1414 — 1442)
  - Сирохи — Собха, раджа (1392 — 1424)
- Индонезия —
  - Маджапахит — Викрамавардхана, раджасанагра (1389 — 1429)
  - Пасай — Нахрасьиях, султан (1406 — 1428)
  - Сунда — Нискала Васту Канкана, махараджа (1371 — 1475)
  - Тернате — Комала Пулу (Бесси Мухаммад Хасан), султан (1377 — 1432)
- Ирак —
  -  Джалаириды — 
    - Увейс II, султан (1415 — 1421)
    - Мухаммад, султан (1421)
    - Махмуд, султан (1411 — 1415, 1421 — 1425)
- Иран —
  -  Падуспаниды — Каюмарт I, малек (1399 — 1453)
  -  Хазараспиды — Шах Хусейн, атабек (1417 — 1424)
- Йемен —
  -  Расулиды — Ан-Насир Ахмад, эмир (1400 — 1424)
- Кара-Коюнлу — 
  - Искандар-хан, султан (в Тебризе) (1420 — 1429, 1431 — 1436)
  - Испенд-хан, султан (в Багдаде) (1420 — 1445)
- Кедах — Сулейман Шах I, султан[англ.] (1373 — 1422)
- Кипрское королевство — Янус, король (1398 — 1432)
- Китай (Империя Мин)  — Чжу Ди, император (1402 — 1424)
- Кхмерская империя (Камбуджадеша) — Баром Ричи II (Понья Ят), царь[англ.] (1405 — 1431)
- Лансанг  — Лан Кхам Денг, король (1416 — 1428)
- Малаккский султанат — Мегат Искандар Шах, султан (1414 — 1424)
- Мальдивы — 
  - Осман II, султан (1420 — 1421)
  - Данна Мохамед, султан (1421)
  - Юсуф II, султан (1421 — 1443)
- Михрабаниды[англ.] — Шамс аль-Дин Али, малик[англ.] (1419 — 1438/1439)
- Монгольская империя — 
  - Золотая Орда — Улу-Мухаммед, хан (1419 — 1423, 1426 — 1427, 1428, 1428 — 1432)
    - Ногайская Орда — Мансур, бий (1412 — 1427)

  - Ойратское ханство — Тогон, тайша (1416 — 1439)
  - Северная Юань — Ойрадай, великий хан (1415 — 1425)
- Мьянма — 
  - Ава — Минкхонг I, царь[англ.] (1400 — 1422)
  - Хантавади — 
    - Разадарит, царь[англ.] (1384 — 1421)
    - Бинья Даммараза, царь[англ.] (1421 — 1424)
- Оман — Махзун бен аль-Фалла, имам (1406 — 1435)
- Османская империя — 
  - Мехмед I Челеби, султан (1413 — 1421)
  - Мурад II, султан (1421 — 1444, 1446 — 1451)
- Рюкю — 
  - Нандзан — Таромай, ван (1414 — 1429)
  - Тюдзан — Сё Сисё, ван (1407 — 1421)
- Таиланд — 
  - Аютия — Интарача I, король (1409 — 1424)
  - Ланнатай — Самфанкаен, король[англ.] (1402 — 1441)
  - Сукхотаи (Сиам) — Бороммапан, король (1419 — 1438)
- Тибет — Гонгма Дракпа Гяльцен, типон[англ.] (1385 — 1432)
- Трапезундская империя — Алексей IV, император (1417 — 1429)
- Туран (Государство Тимуридов) — Шахрух, великий эмир (1409 — 1447)
  - Мавераннахр — Улугбек, хан  (1409 — 1449)
  - Могулистан — 
    - Увайс, хан  (1418 — 1421, 1425 — 1429)
    - Шер Мухаммад, хан  (1421 — 1425)
- Тямпа — Джайя Симхаварман V, царь (1400 — 1441)
- Филиппины — 
  - Тондо — Суко, раджа[англ.] (ок. 1420 — ок. 1430)
- Чосон  — Седжон Великий, ван (1418 — 1450)
- Ширван — Халил-улла I, ширваншах (1417 — 1465)
- Шри-Ланка — 
  - Джафна — Гунавеера Синкайярийян, царь[фр.] (1410 — 1440)
  - Котте — Паракрамабаху VI, царь (1412 — 1467)
- Япония — 
  - Михито (император Сёко), император (1412 — 1428)
  - Сёгунат Муромати — Асикага Ёсимоти, сёгун (1394 — 1423)

## Америка
- Аскапоцалько — Тесосомок, тлатоани (1343 — 1426)
- Куско — Виракоча, сапа инка (1410 — 1438)
- Теночтитлан — Чимальпопока, Теночтитлан (1417 — 1428)
- Тлателолько — Тлакатеотль, тлатоани (1418 — 1428)

## Африка
- Абдальвадиды (Зайяниды) — Абу Малек I, султан (1411 — 1423)
- Адаль — Сабр ад-Дин II, султан (1415 — 1422/1423)
- Бамум — Нгупу, мфон (султан)[англ.] (1418 — 1461)
- Бенинское царство — Оробиру, оба[англ.] (1397 — 1434)
- Борну — Абдаллах III Дакумуни, маи[нем.] (1417 — 1425)
- Буганда — Тембо, кабака (ок. 1404 — ок. 1434)
- Варсангали[англ.] — Ахмед, султан[англ.] (1409 — 1430)
- Вогодого — Давоема, нааба (ок. 1400 — ок. 1425)
- Джолоф — Тьюкули Н'Диклам, буур-ба[англ.] (ок. 1420 — ок. 1440)
- Египет (Мамлюкский султанат) — 
  - Шейх аль-Махмуди, султан (1412 — 1421)
  - Ахмад I аль-Музаффар, султан (1421)
  - Татар аз-Захир, султан (1421)
  - Мухаммад I ас-Салих, султан (1421 — 1422)
- Кано[англ.] — 
  - Умару, султан[англ.] (1410 — 1421)
  - Дауд, султан[англ.] (1421 — 1438)
- Каффа — Миньо, царь (ок. 1395 — ок. 1425)
- Килва — 
  - Мухаммад ибн Сулейман аль-Адил, султан (1412 — 1421)
  - Сулейман ибн Мухаммад, султан (1421 — 1442)
- Мали — Муса III, манса (ок. 1404 — ок. 1440)
- Мариниды — Абд аль-Хакк II, султан (1420 — 1465)
- Массина — Бирахим I, ардо (ок. 1404 — 1424)
- Нри[англ.] — Омалониесо, эзе[англ.] (1391 — 1464)
- Свазиленд — Нгване I, вождь (ок. 1400 — ок. 1435)
- Хафсиды — Абд аль-Азиз II, халиф (1394 — 1434)
- Эфиопия — Йисхак I, император (1414 — 1429)

## Европа
- Албания —
  - Дукаджини — Пал II Дукаджини, князь (1413 — 1438)
  - Кастриоти — Гьон Кастриоти, князь (1389 — 1437)
  - Музаки — Теодор III Музаки, князь (1417 — 1444)
- Англия — Генрих V, король (1413 — 1422)
- Андорра — 
  - Жан I де Фуа, князь-соправитель (1412 — 1436)
  - Франсиск де Товиа, епископ Урхельский, князь-соправитель (1416 — 1436)
- Афинское герцогство — Антонио I Аччайоли, герцог (1394 — 1395, 1402 — 1435)
- Ахейское княжество — Чентурионе II Дзаккариа, князь (1404 — 1430)
- Болгарское царство — Константин II Асень, царь (в Видине) (1396 — 1422)
- Боснийское королевство — 
  - Степан Остоич, король (1418 — 1421)
  - Твртко II, король (1404 — 1409, 1421 — 1443)
- Валахия — Раду II Праснаглава, господарь (1420 — 1422, 1423, 1424, 1427)
- Венгрия — Сигизмунд, король (1387 — 1437)
- Византийская империя — Мануил II Палеолог, император (1391 — 1425)
- Ирландия —
  - Десмонд — Тадг на Майнистрех Маккарти, король (1390 — 1428)
  - Коннахт — Катал мак Руаидри О Конхобар, король (1406 — 1439)
  - Тир Эогайн — 
    - Эоган мак Нейлл Ог, король (1410 — 1414, 1419 — 1421, 1432 — 1455)
    - Домналл мак Эйнри Аймрейд, король (1404 — 1410, 1414 — 1419, 1421 — 1432)

  - Томонд — Конхобар мак Матгамайна O’Брайен, король (1400 — 1426)
- Испания —
  - Арагон — Альфонсо V Великодушный, король (1416 — 1458)
  - Гранадский эмират — Мухаммад IX аль-Галиб, эмир (1419 — 1427, 1429 — 1431, 1432 — 1445, 1447 — 1454)
  - Кастилия и Леон — Хуан II, король (1406 — 1454)
  - Наварра — Карл III Благородный, король (1387 — 1425)
  - Пальярс Верхний — Роже Бернат I, граф (1416 — 1424)
  - Прованс — Людовик III Анжуйский, граф (1417 — 1434)
- Италия —
  - Венецианская республика — Томазо Мочениго, дож (1414 — 1423)
  - Генуэзская республика — 
    - Томмазо ди Кампофрегозо, дож (1415 — 1421, 1436 — 1437, 1437 — 1442)
    - оккупирована Миланом (1421 — 1435)

  - Мантуя — Джанфранческо I Гонзага, народный капитан и сеньор (1407 — 1433)
  - Милан — Филиппо Мария Висконти, герцог (1412 — 1447)
  - Монферрат — Джан Джакомо, маркграф (1418 — 1445)
  - Неаполитанское королевство — Джованна II, королева (1414 — 1435)
  - Пьомбино — Якопо II Аппиано, князь (1405 — 1441)
  - Салуццо — Лодовико I, маркграф (1416 — 1475)
  - Сицилийское королевство — Альфонсо V Великодушный, король (1416 — 1458)
  - Урбино — Гвидантонио да Монтефельтро, граф (1404 — 1443)
  - Феррара и Модена — Никколо III д’Эсте, маркиз (1393 — 1441)
  - Флорентийская республика — Ринальдо Альбицци, глава правительства (1417 — 1434)
- Кальмарская уния (Дания, Норвегия, Швеция) — Эрик Померанский, король (1396 — 1439)
- Литовское княжество — Витовт, великий князь (1392 — 1430)
  -  Мстиславское княжество — Лугвений Ольгердович, князь (1392 — 1431)
- Молдавское княжество — Александр I Добрый, господарь (1400 — 1432)
- Монако — 
  - Жан I, князь (1419 — 1454)
  - Амбруаз, князь (1419 — 1427)
  - Антуан, князь (1419 — 1427)
- Мэн — Джон II Стэнли, король (1414 — 1437)
- Наксосское герцогство — Джованни II, герцог (1418 — 1433)
- Островов королевство — Дональд Макдональд, король Островов и Кинтайра (1386 — 1423)
- Папская область — 
  - Мартин V, папа (1417 — 1431)
  - Бенедикт XIII, антипапа (1394 — 1423)
- Польша — Владислав II Ягелло, король (1386 — 1434)
  - Варшавское княжество — Януш Мазовецкий, князь[англ.] (1373/1374 — 1429)
  - Равское княжество — Земовит IV Плоцкий, князь[пол.] (1373/1374 — 1426)
- Португалия — Жуан I Добрый, король (1385 — 1433)
- Русские княжества — 
  -  Великое княжество Московское — Василий I Дмитриевич, великий князь (1389 — 1425)
    -  Боровское княжество — Симеон Владимирович, князь (1410 — 1422)
    -  Галич-Мерское княжество — Юрий Дмитриевич, князь (1389 — 1433)
    -  Дмитровское княжество — Пётр Дмитриевич, князь (1389 — 1428)
    -  Звенигородское княжество — Василий Юрьевич Косой, князь (1421 — 1448)
    -  Можайское княжество — Андрей Дмитриевич, князь (1389 — 1432)
    -  Серпуховское княжество — Иван Владимирович, князь (1410 — 1422)
    -  Углицкое княжество — Василий Владимирович, князь (1410 — 1427)

  -  Рязанское княжество — Фёдор Ольгович, князь (1402 — 1408, 1409 — 1427)
  -  Стародубское княжество — Фёдор Андреевич, князь (ок. 1380 — ок. 1425)
  -  Тверское княжество — Иван Михайлович, великий князь (1399 — 1425)
    -  Кашинское княжество — Василий Михайлович, князь (1399 — 1426)
    -  Микулинское княжество — 
      - Александр Фёдорович, князь (1410 — 1435)
      - Фёдор Фёдорович, князь (1410 — ок. 1453)

    -  Холмское княжество — Дмитрий Юрьевич, князь (1410 — ок. 1454/1456)

  -  Ярославское княжество — Иван Васильевич Большой, князь (ок. 1380 — ок. 1426)
- Священная Римская империя — Сигизмунд, король Германии (1410 — 1433)
  - Австрия — 
    - Внутренняя Австрия — Эрнст Железный, герцог (1406 — 1424)
    - Нижняя Австрия — Альбрехт V, герцог (1404 — 1439)
    - Передняя Австрия и Тироль — Фридрих IV, герцог (1411 — 1439)

  - Ангальт — 
    - Ангальт-Бернбург — Бернард VI, князь (1420 — 1468)
    - Ангальт-Дессау — 
      - Георг I, князь (1405 — 1474)
      - Сигизмунд II, князь (1405 — 1452)
      - Альберт V, князь (1405 — 1469)

    - Ангальт-Кётен — Альберт IV, князь (1396 — 1423)

  - Ансбах — Фридрих I, маркграф (1398 — 1440)
  - Бавария — 
    - Бавария-Ингольштадт — Людвиг VII Бородатый, герцог (1413 — 1447)
    - Бавария-Ландсхут — Генрих XVI, герцог (1393 — 1450)
    - Бавария-Мюнхен — 
      - Эрнст, герцог (1397 — 1438)
      - Вильгельм III, герцог (1397 — 1435)

    - Бавария-Штраубинг — Иоганн III, герцог (1417 — 1425)

  - Баден — Бернхард I, маркграф (1372 — 1431)
  - Байрет (Кульмбах) — Фридрих I Бранденбургский, маркграф (1420 — 1440)
  - Бар — Людовик I, герцог (1415 — 1430)
  - Берг — Адольф IX, герцог (1408 — 1437)
  - Брабант и Лимбург — Жан IV, герцог (1415 — 1427)
  - Бранденбург — Фридрих I Гогенцоллерн, курфюрст (1415 — 1440)
  - Брауншвейг — 
    - Брауншвейг-Вольфенбюттель — Бернхард I, герцог (1400 — 1428)
    - Брауншвейг-Гёттинген[англ.] — Отто II, герцог[нем.] (1394 — 1463)
    - Брауншвейг-Грубенхаген — Эрик I, герцог (ок. 1383 — 1427)
    - Брауншвейг-Люнебург — 
      - Вильгельм I Победоносный, герцог (1416 — 1428)
      - Генрих II Миролюбивый, герцог (1416 — 1428)

  - Вальдек — 
    - Вальдек-Вальдек — Генрих VII, граф (1397 — ок. 1444)
    - Вальдек-Ландау — Адольф III, граф (1397 — 1431)

  - Вюртемберг — 
    - Людвиг I, граф (1419 — 1442)
    - Ульрих V, граф (1419 — 1442)

  - Гелдерн — Рейнальд IV, герцог (1402 — 1423)
  - Гессен — Людвиг I, ландграф (1413 — 1458)
  - Голландия — 
    - Якоба, графиня (1417 — 1433)
    - Иоганн III Баварский, граф (1417 — 1425)

  - Гольштейн — 
    - Гольштейн-Пиннеберг — Адольф IX, граф (1404 — 1426)
    - Гольштейн-Рендсбург[англ.] — 
      - Генрих III, граф (1404 — 1421)
      - Генрих IV, граф (1404 — 1427)

  - Кёльнское курфюршество — Дитрих II фон Мёрс, курфюрст (1414 — 1463)
  - Клеве — Адольф I, герцог (1417 — 1448)
  - Лотарингия — Карл II, герцог (1390 — 1431)
  - Люксембург — Елизавета фон Гёрлиц, герцогиня (1411 — 1443)
  - Майнцское курфюршество — Конрад III фон Даун, курфюрст (1419 — 1434)
  - Марк — Адольф IV (Адольф II Клевский), граф (1398 — 1448)
  - Мейсенская марка — Вильгельм II Богатый, маркграф (1407 — 1425)
  - Мекленбург — 
    - Альбрехт V, герцог (1412 — 1423)
    - Иоганн IV, герцог (1384 — 1422)
    - Верле-Варен — Кристофер, князь (ок. 1395 — 1425)
    - Верле-Гюстров — 
      - Бальтазар, князь (1393 — 1421)
      - Вильгельм, князь (1418 — 1425)

  - Монбельяр — Генриетта де Монфуко, графиня (1397 — 1444)
  - Намюр — Жан III, маркграф (1418 — 1429)
  - Нассау — 
    - Нассау-Байлштайн[нем.] — Иоганн I, граф (1412 — 1473)
    - Нассау-Вейльбург — Филипп I, граф (1371 — 1429)
    - Нассау-Висбаден-Идштейн[нем.] — Адольф II, граф (1393 — 1426)
    -  Нассау-Дилленбург[англ.] — 
      - Иоганн II, граф (1416 — 1443)
      - Энгельберт I, граф (1416 — 1442)
      - Иоганн III, граф (1416 — 1429/1433)

    - Нассау-Саарбрюккен — Филипп I, граф (1381 — 1429)

  - Ольденбург — 
    - Кристиан VI, граф (1403 — 1421)
    - Дитрих, граф (1403 — 1440)

  - Померания — 
    - Померания-Барт — Барним VIII, герцог (1415 — 1451)
    - Померания-Вольгаст — 
      - Вартислав IX, герцог (1405 — 1451)
      - Барним VII, герцог (1405 — 1449/1450)

    - Померания-Рюген — Святобор II, герцог (1415 — 1432/1436)
    - Померания-Слупск — Богуслав IX, герцог (1418 — 1446)
    - Померания-Щецин — 
      - Оттон II, герцог (1413 — 1428)
      - Казимир V, герцог (1413 — 1434)

  - Пфальц — Людвиг III, курфюрст (1410 — 1436)
    - Пфальц-Мосбах[англ.] — Оттон I, пфальцграф (1410 — 1448)
    - Пфальц-Нойбург[англ.] — Иоганн, пфальцграф (1410 — 1443)
    - Пфальц-Зиммерн-Цвейбрюккен[англ.] — Стефан, пфальцграф (1410 — 1459)

  - Савойя — Амадей VIII Миролюбивый, герцог (1416 — 1434)
  - Саксония — 
    - Саксен-Виттенберг — Альбрехт III, курфюрст (1419 — 1422)
    - Саксен-Ратцебург-Лауэнбург — Эрих V, герцог (1412 — 1435)

  - Трирское курфюршество — Отто фон Зигенхайн, курфюрст (1419 — 1430)
  - Тюрингия — Фридрих IV, ландграф (1406 — 1440)
  - Хахберг-Заузенберг — Рудольф III, маркграф (1352 — 1428)
  - Чехия — Зикмунд (император Сигизмунд), король (1419 — 1437)
    - Силезские княжества —
      - Бжегское княжество — Людвик II Бжегский, князь (1399 — 1436)
      - Бытомское княжество — 
        - Болеслав I Цешинский, князь (1405 — 1431)
        - Конрад V Контский, князь (1412 — 1427)
        - Конрад VI Декан, князь (1416 — 1427)
        - Конрад VII Белый, князь (1416 — 1450)
        - Конрад VIII Младший, князь (1416 — 1427)

      - Глогувское княжество — 
        - Генрих IX Старший, князь (1397 — 1467)
        - Генрих X Младший, князь (1397 — 1423)
        - Болеслав I Цешинский, князь (1410 — 1431)

      - Зембицкое (Мюнстерберг) княжество — Ян I Зембицкий, князь (1410 — 1428)
      - Легницкое княжество — Людвик II Бжегский, князь (1413 — 1436)
      - Любинское княжество — Руперт II Любинский, князь[пол.] (1419/1420 — 1431)
      - Немодлинско-Стрелецкое княжество — Бернард Немодлинский, князь (1382 — 1450)
      - Олавское княжество — 
        - Вацлав III Олавский, князь (1419/1420 — 1423)
        - Людвик III Олавский, князь (1419/1420 — 1441)

      - Олесницкое княжество — 
        - Конрад V Контский, князь (1412 — 1439)
        - Конрад VI Декан, князь (1416 — 1427)
        - Конрад VII Белый, князь (1416 — 1427, 1439 — 1450)
        - Конрад VIII Младший, князь (1416 — 1427)

      - Опавское княжество — Пржемысл I Опавский, князь (1377 — 1433)
      - Опольское княжество — Болко IV Опольский, князь (1396 — 1437)
      - Освенцимское княжество — Казимир I Освенцимский, князь (1406 — 1434)
      - Ратиборско-крновское княжество — Ян II Железный, князь (1380/1382 — 1424)
      - Саганское (Жаганьское) княжество — Ян I Саганский, князь (1403 — 1439)
      - Сцинавское княжество — 
        - Конрад V Контский, князь[пол.] (1412 — 1427)
        - Конрад VI Декан, князь[пол.] (1416 — 1427)
        - Конрад VII Белый, князь[пол.] (1416 — 1427)
        - Конрад VIII Младший, князь[пол.] (1416 — 1444)
        - Болеслав I Цешинский, князь[пол.] (1410 — 1431)

      - Тешинское (Цешинское) княжество — Болеслав I Цешинский, князь (1410 — 1431)

  - Шлезвиг — Генрих III (Генрих IV Голштейн-Рендсбургский), герцог[англ.] (1404 — 1427)
  - Эно (Геннегау) — Якоба, графиня (1417 — 1433)
  - Юлих — Рейнальд IV Гелдернский, герцог (1402 — 1423)
- Сербия — 
  - Зета — 
    - Балша III, господарь (1403 — 1421)
    - в 1421 году разделена между Сербской деспотовиной и Венецианской Республикой

  - Сербская деспотовина — Стефан Лазаревич, деспот (1402 — 1427)
- Тевтонский орден — Михаэль Кюхмайстер, великий магистр (1414 — 1422)
  - Ливонский орден — Зигфрид Ландер фон Шпонхейм, ландмейстер (1415 — 1424)
- Франция — Карл VI Безумный, король (1380 — 1422)
  - Арманьяк — Жан IV, граф (1418 — 1450)
  - Бретань — Жан VI Мудрый, герцог (1399 — 1442)
  - Бургундия (герцогство) — Филипп III Добрый, герцог (1419 — 1467)
  - Овернь и Булонь — Жанна II, графиня (1404 — 1424)
  - Фуа — Жан I де Фуа, граф (1412 — 1436)
- Шотландия — Яков I, король (1406 — 1437)
- Эпирское царство — Карло I Токко, деспот (1411 — 1429)

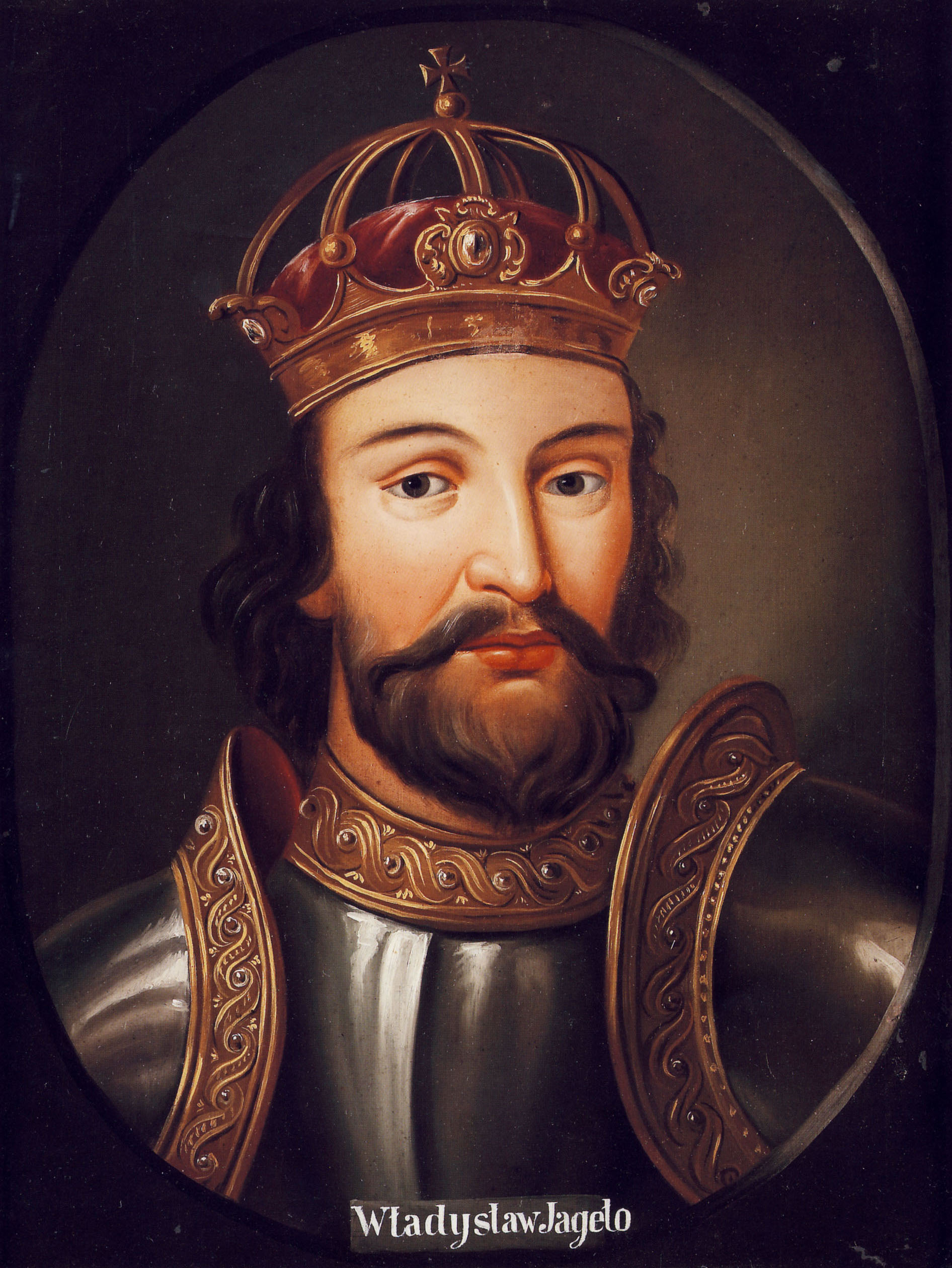
Владислав II Ягелло 1386-1434 Король Польши
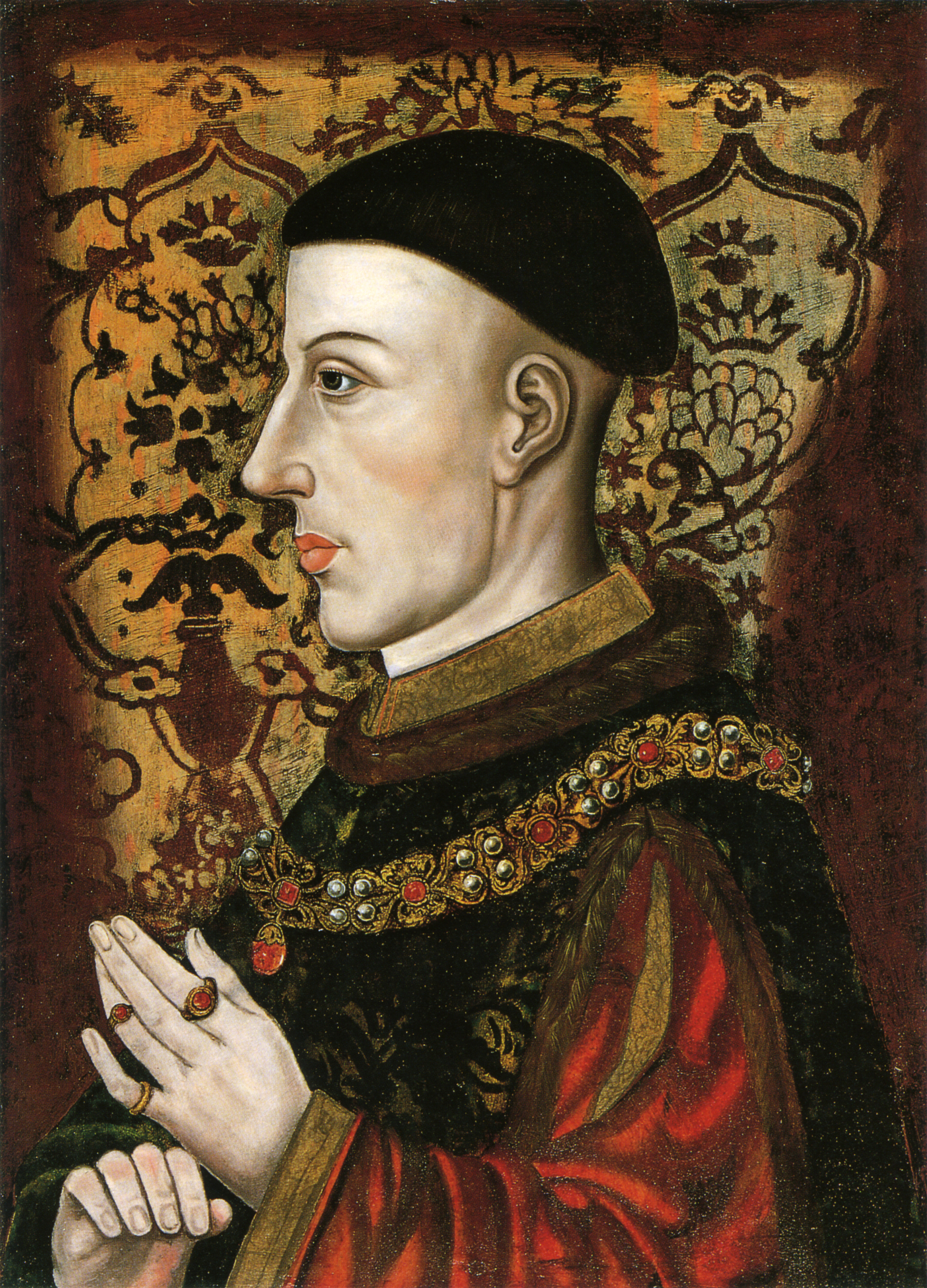
Генрих V 1413-1422 Король Англии
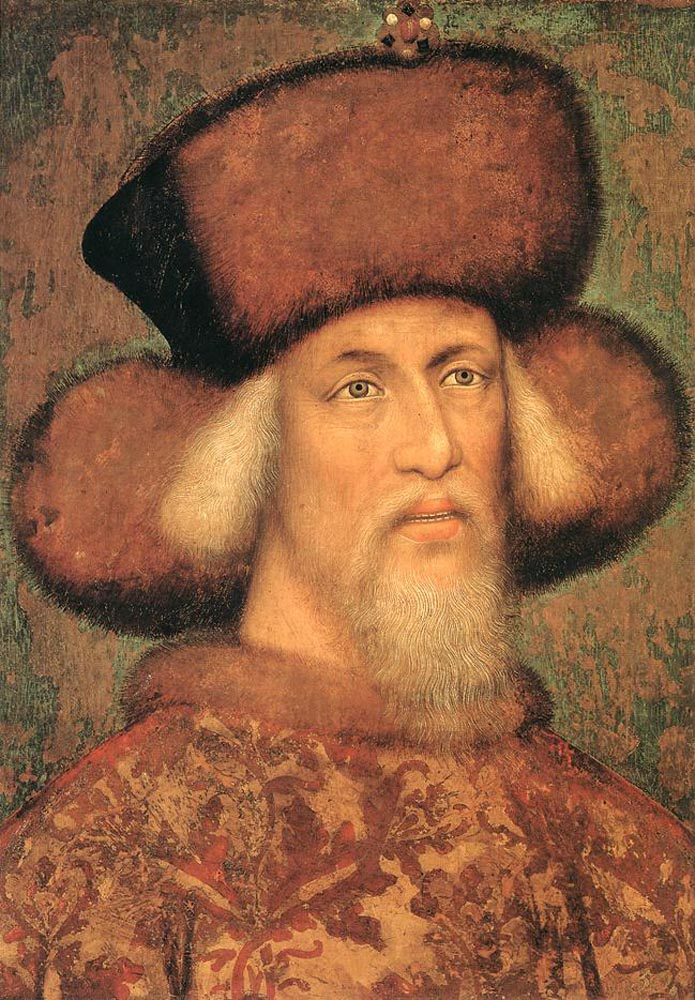
Сигизмунд 1387-1437 Король Германии, Венгрии и Чехии
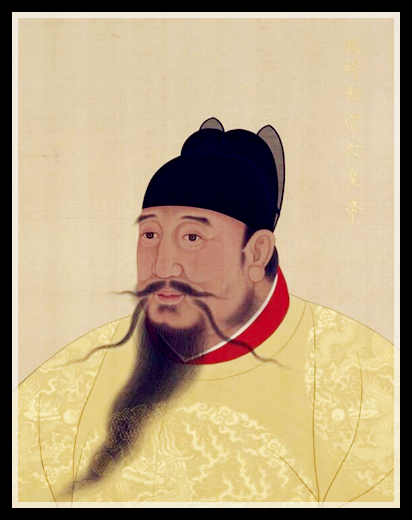
Чжу Ди 1402-1424 Император Мин
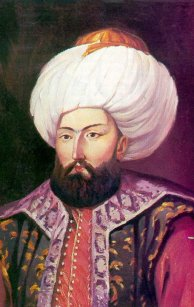
Мехмед I 1413-1421 Османский султан
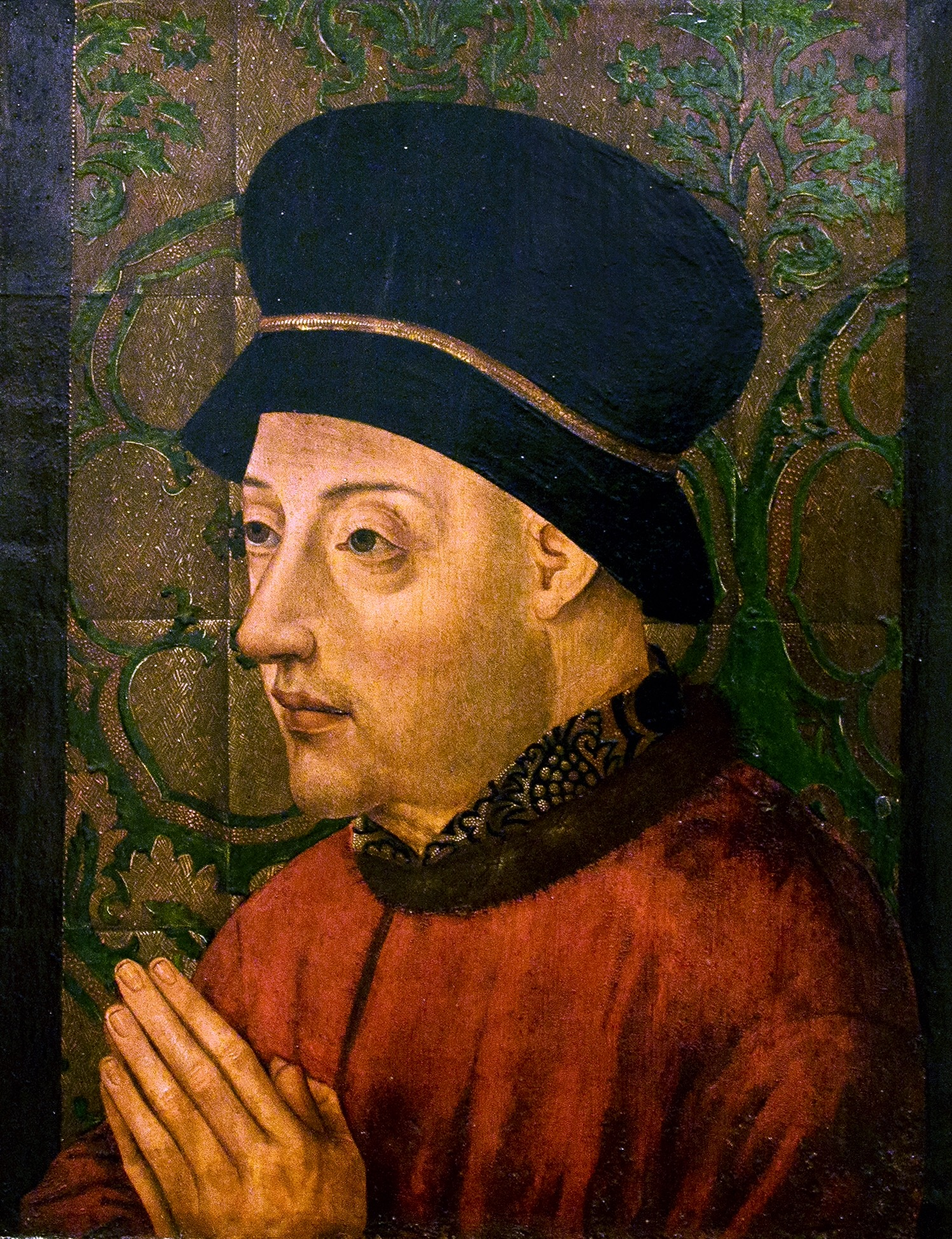
Жуан I 1385-1433 Король Португалии
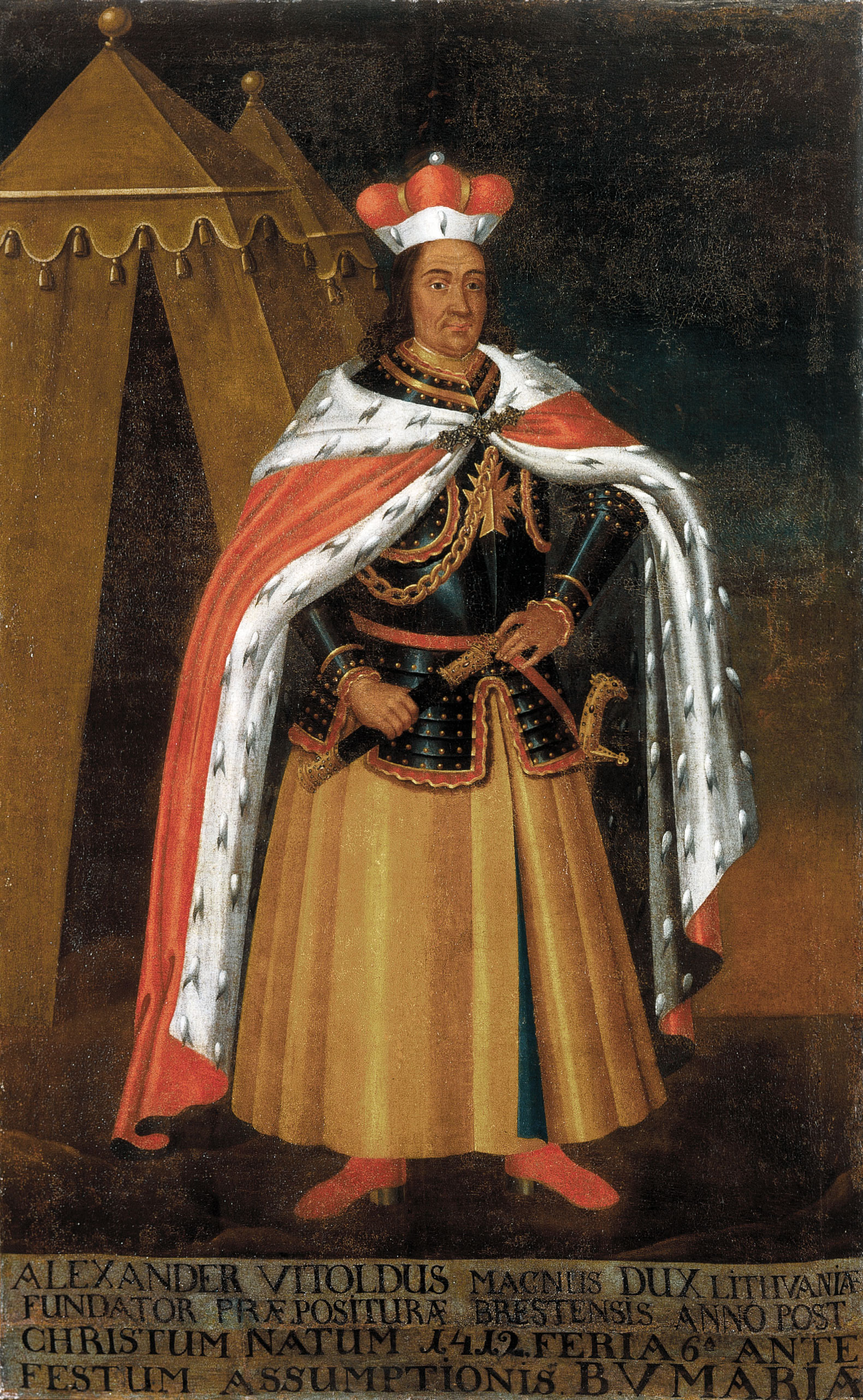
Витовт 1392-1430 Великий князь Литовский
Шахрух 1409-1447 Великий эмир Тимуридов
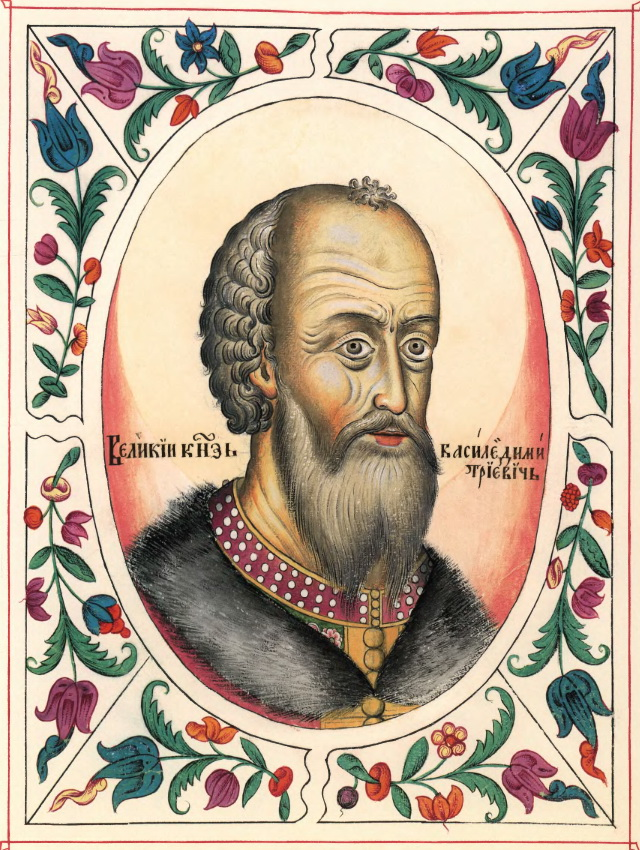
Василий I Дмитриевич 1389-1425 Великий князь Владимирский и Московский
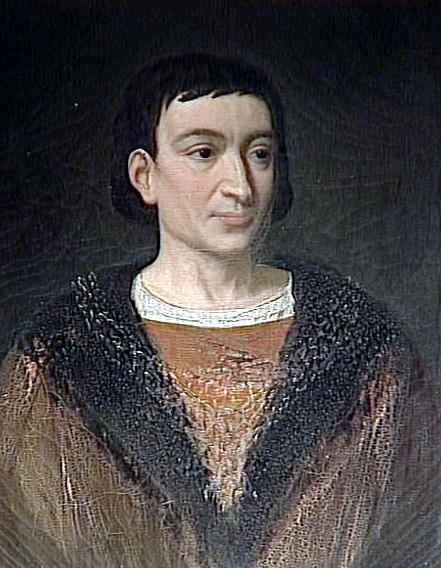
Карл VI Безумный 1380-1422 Король Франции
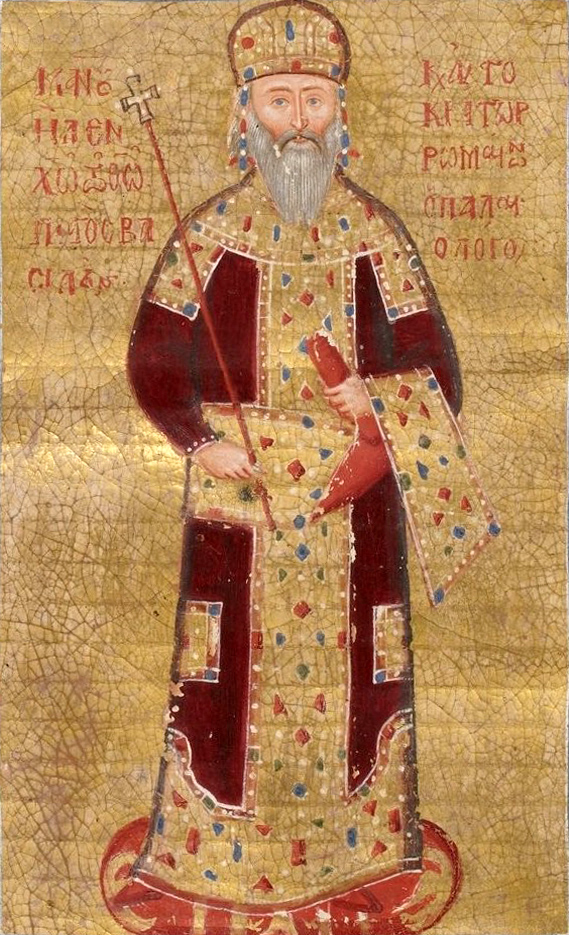
Мануил V 1391-1425 Император Византии
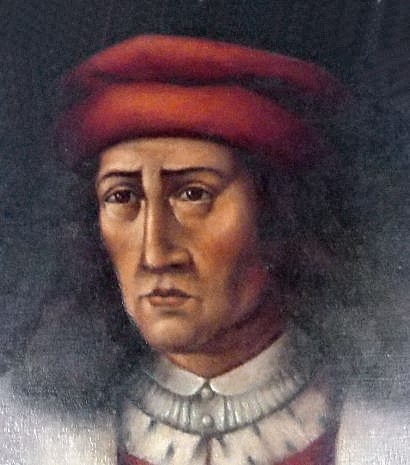
Эрик Померанский 1396-1439 Король Дании, Норвегии и Швеции
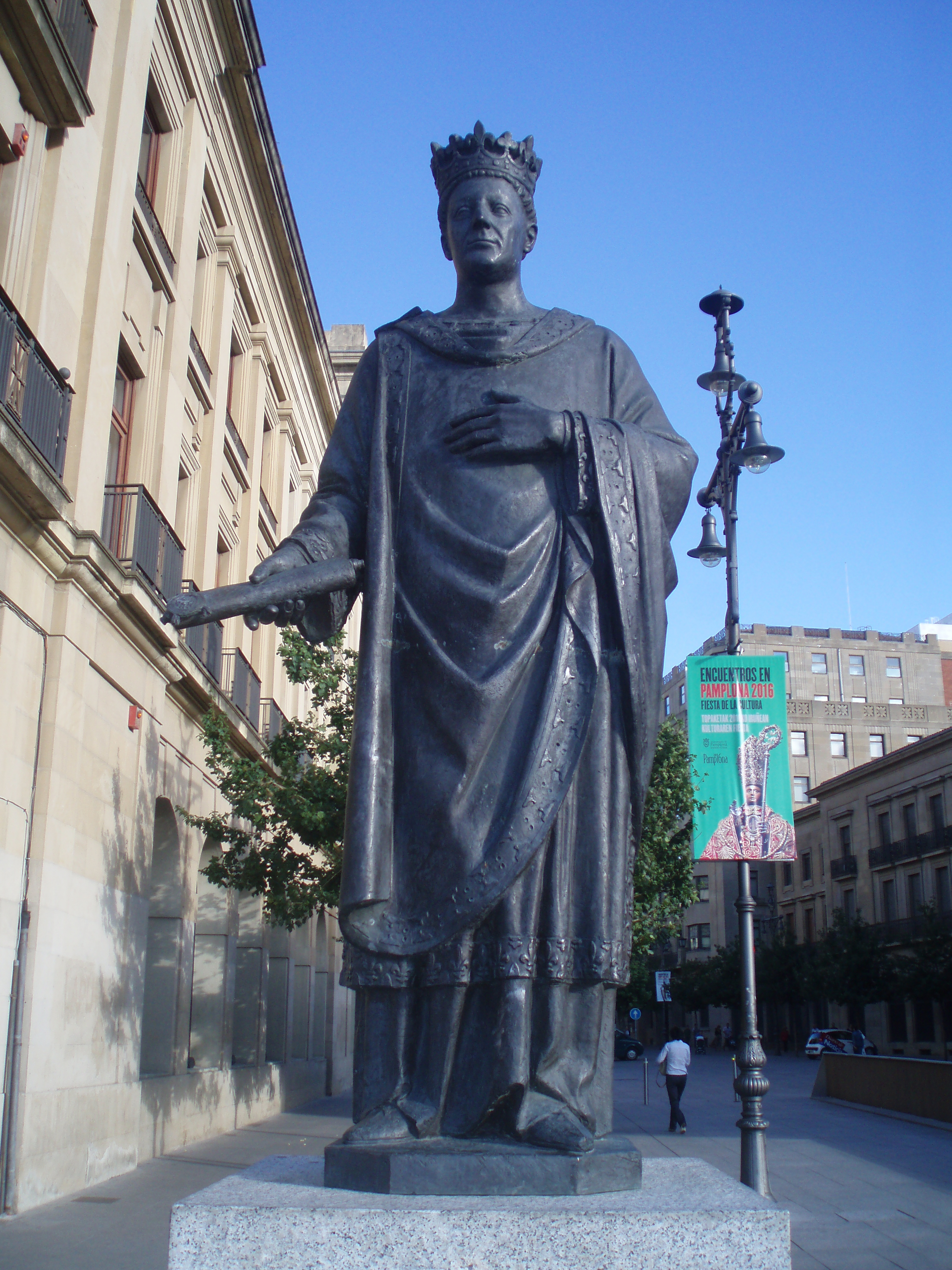
Карл III Благородный 1387-1425 Король Наварры
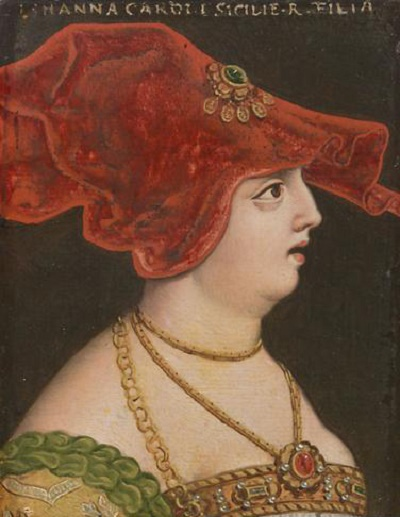
Джованна II 1414-1435 Королева Неаполя
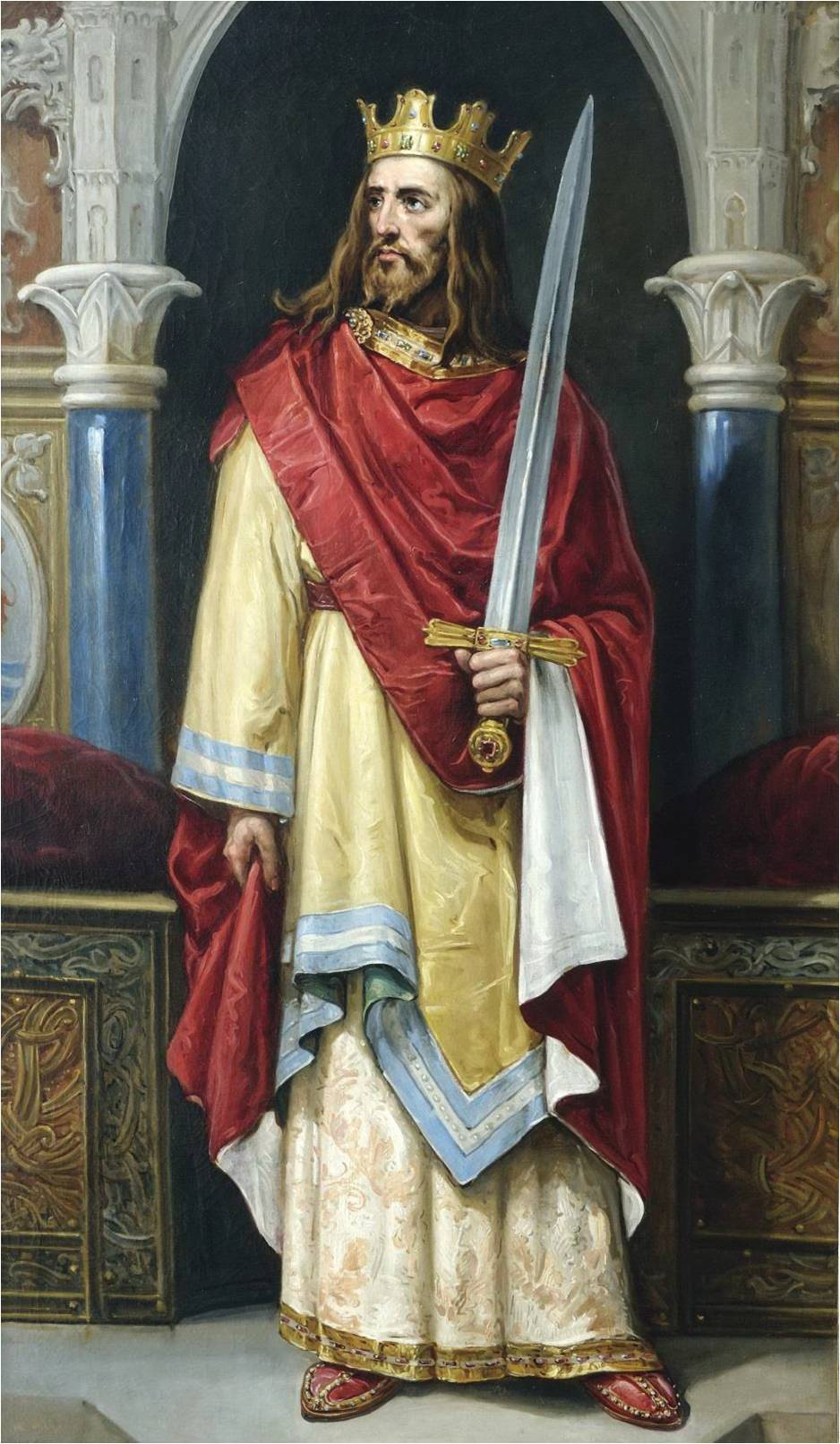
Хуан II 1406-1454 Король Кастилии и Леона
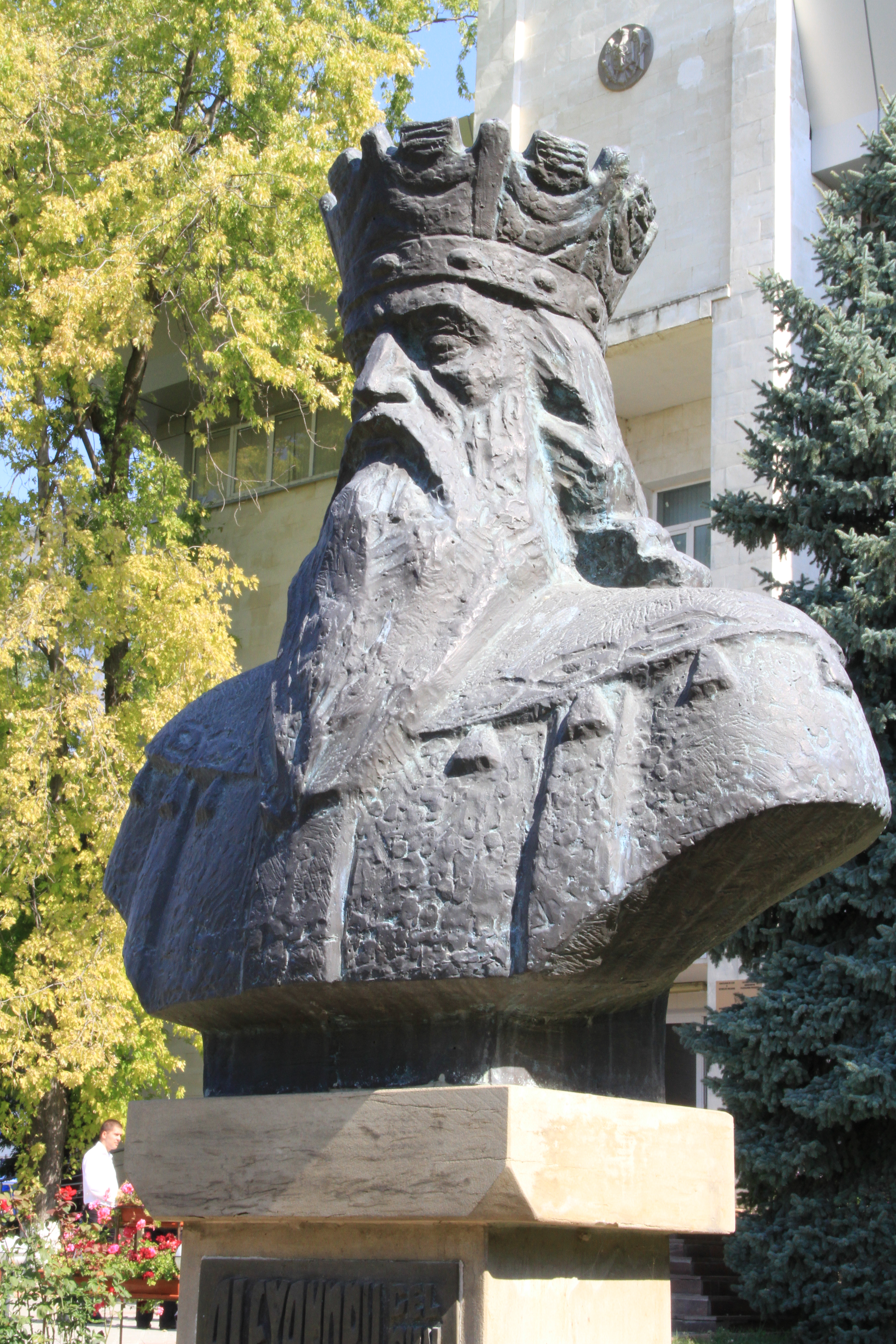
Александр I Добрый 1400-1432 Господарь Молдовы
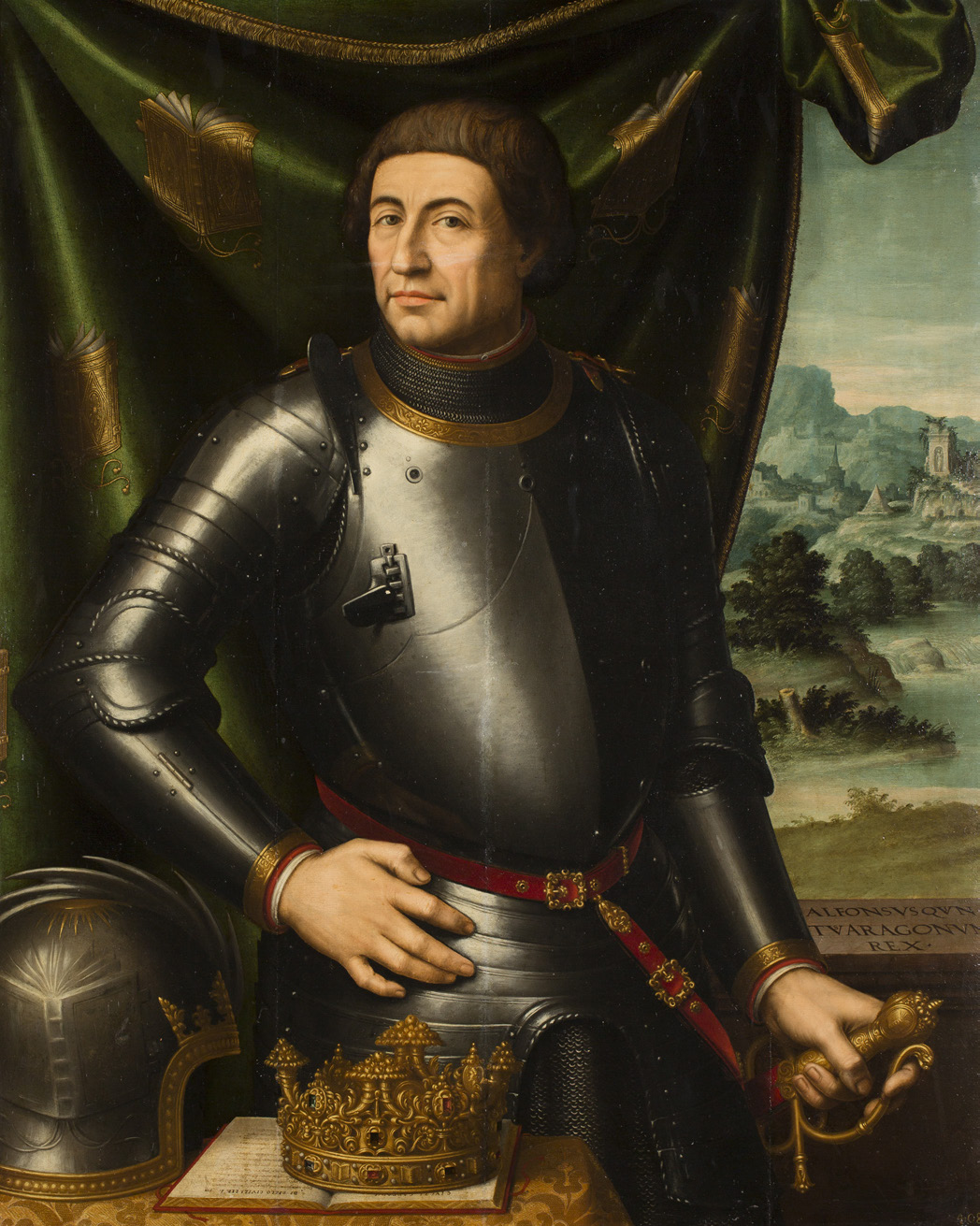
Альфонсо V Великодушный 1416-1458 Король Арагона и Сицилии
Александр I Великий 1412-1442 Царь Грузии
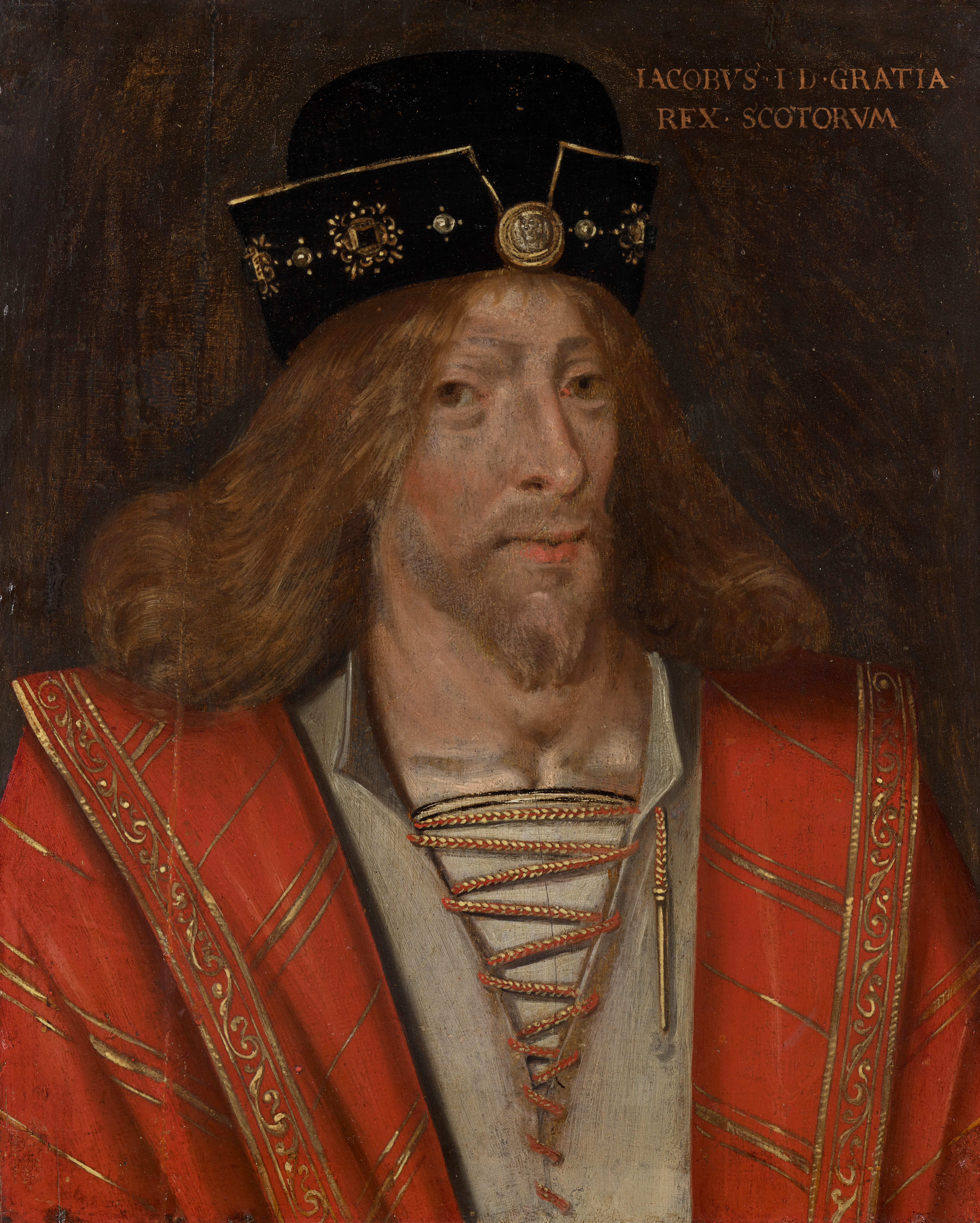
Яков I 1406-1437 Король Шотландии
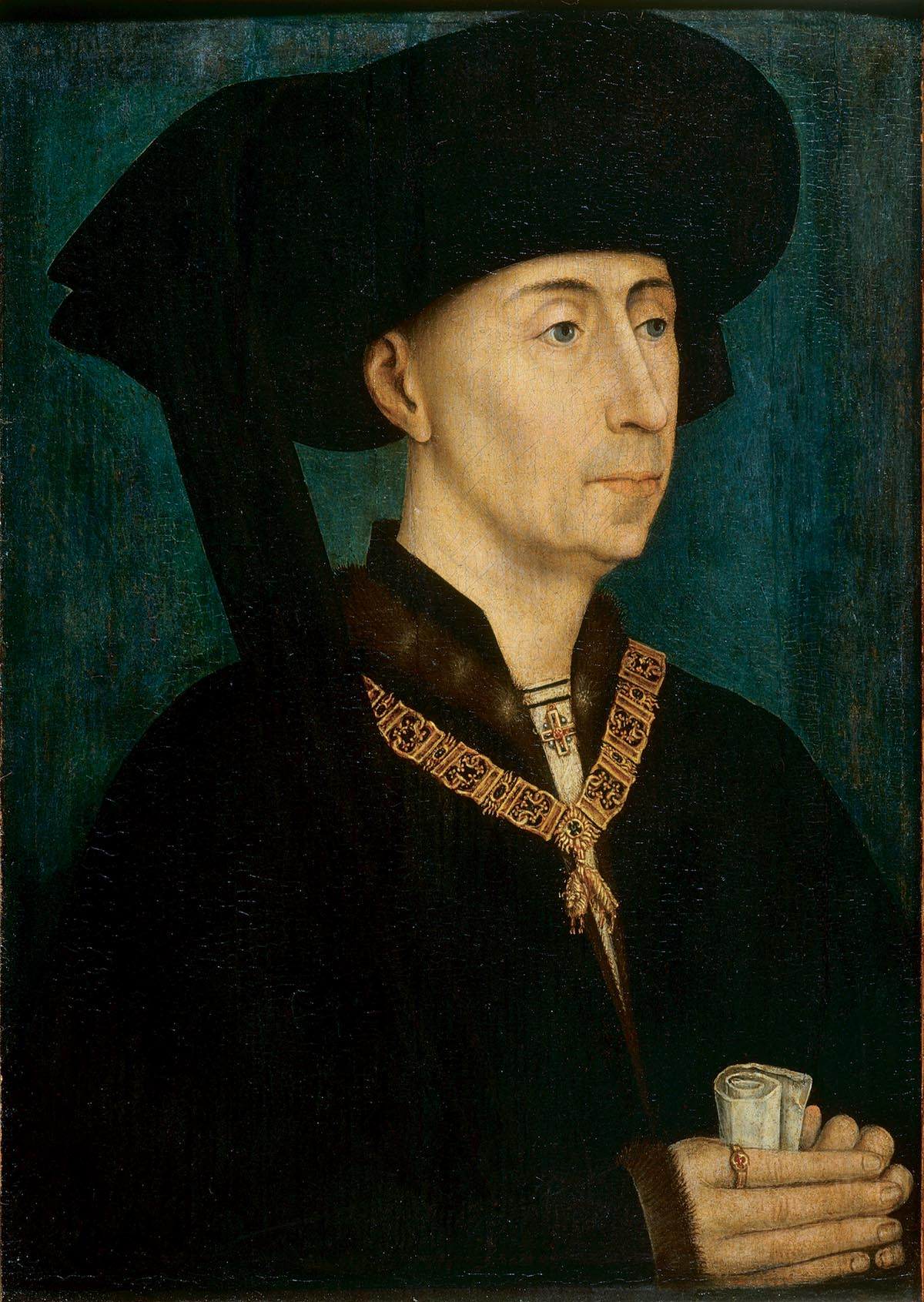
Филипп III Добрый 1419-1467 Герцог Бургундский
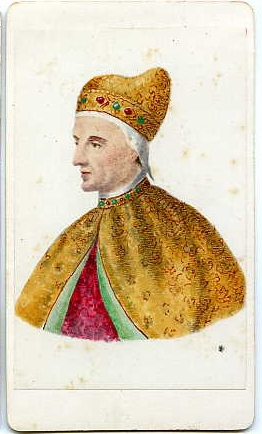
Томмазо Мочениго 1414-1423 Дож Венеции
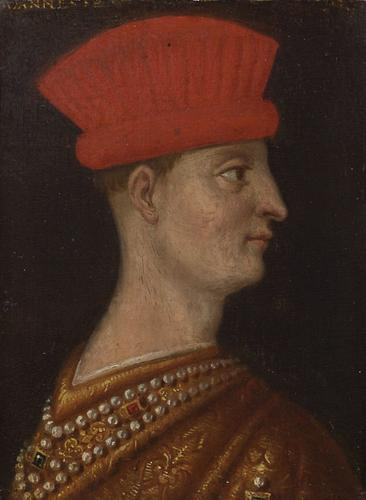
Джанфранческо I Гонзага 1407-1433 Народный капитан Мантуи
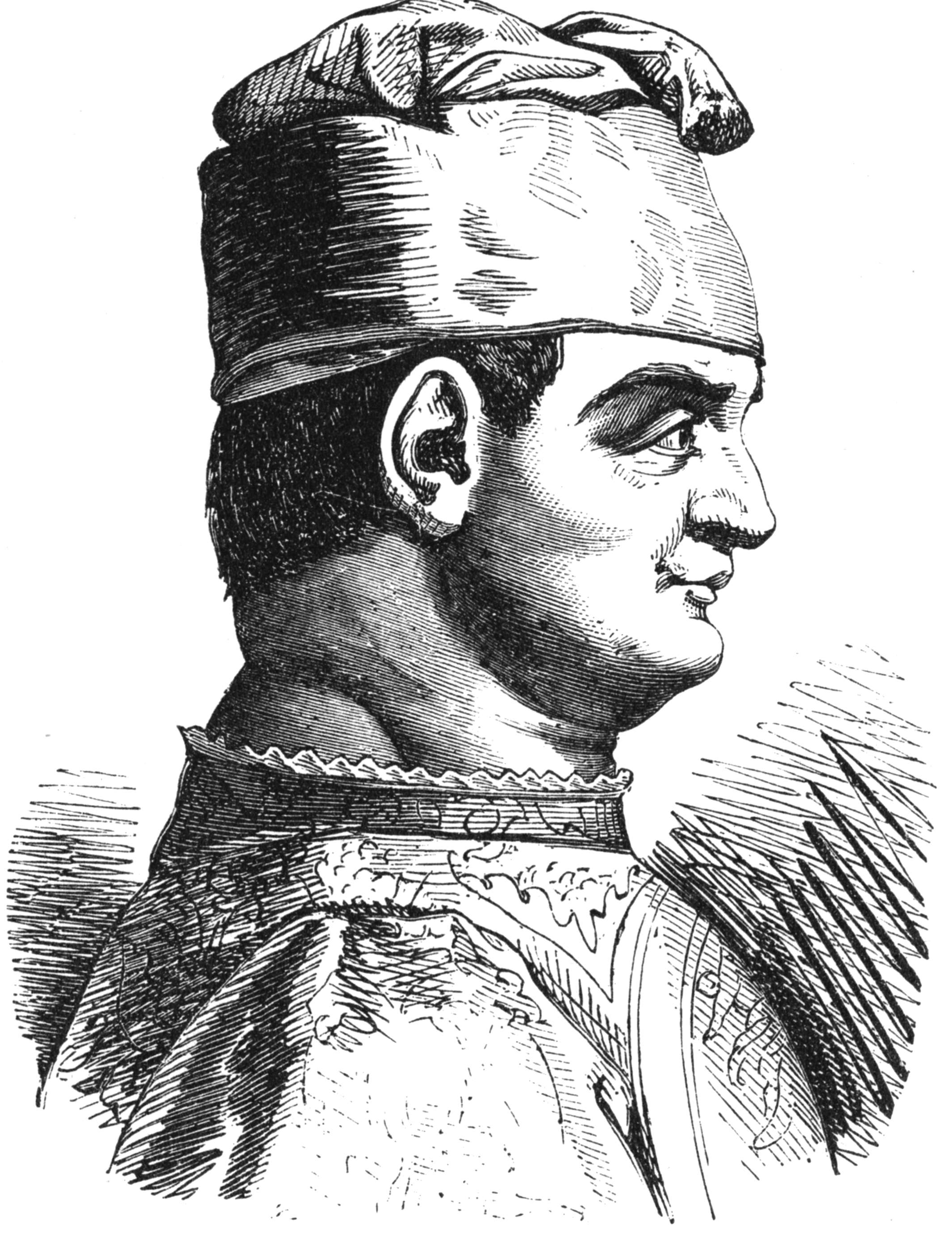
Филиппо Мария Висконти 1412-1447 Герцог Миланский
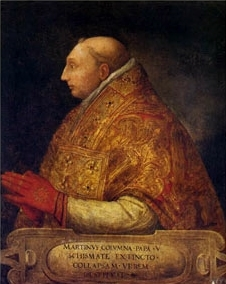
Мартин V 1417-1431 Папа Римский
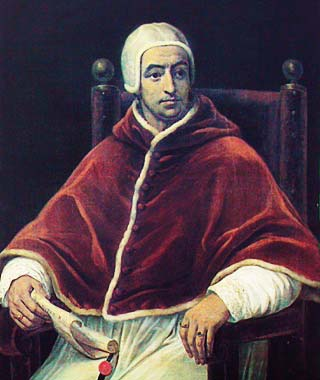
Бенедикт XIII 1394-1423 Антипапа